# Государственная комиссия безопасности (Польша)
Государственная комиссия безопасности (пол. Państwowa Komisja Bezpieczeństwa) — координационный орган руководства силовыми структурами Польши в 1946—1948 годах. Руководила подавлением антикоммунистического вооружённого сопротивления, преследованиями оппозиции, депортацией украинского населения. Координировала репрессивные действия армии, Министерства общественной безопасности, Корпуса внутренней безопасности, милиции и организации ORMO. После образования ПОРП функции перешли к аналогичной партийной комиссии.

## Персональный состав
Комиссия была учреждена решением руководства ППР в марте 1946 года. Формально в задачу вменялось обеспечение порядка в ходе подготовки и проведения референдума, назначенного на 30 июня. Реально целью являлось подавление антикоммунистического повстанческого движения. С соответствующей установкой в феврале 1946 выступил Владислав Гомулка
Председателем Комиссии являлся министр обороны
- маршал Михал Роля-Жимерский

в Комиссии также состояли:
- генерал дивизии Станислав Радкевич, министр общественной безопасности;
- генерал дивизии Францишек Юзвяк, заместитель министра общественной безопасности, главный комендант гражданской милиции;
- генерал дивизии Болеслав Кеневич, командующий Корпусом внутренней безопасности;
- полковник Юзеф Чаплицкий, директор «департамента по борьбе с бандитизмом» Министерства общественной безопасности;
- генерал бригады Остап Стеца, начальник оперативного отдела генштаба Войска Польского;
- генерал бригады Виктор Грош, начальник департамента труда Министерства иностранных дел.

Маршал Роля-Жимерский, генералы Радкевич, Юзвяк, Кеневич возглавляли силовые структуры. Полковник Чаплицкий курировал подавление польского антикоммунистического повстанчества. Генерал Стеца, этнический украинец, занимался особым участком — борьбой с УПА. Генерал Грош, профессиональный журналист и дипломат, заведовал пропагандистским обеспечением репрессий.
Все члены Комиссии представляли коммунистическую ППР.

## Координация репрессий
Территория Польши была разделена на 14 «зон безопасности», в каждой из которых были созданы территориальные отделения Комиссии. Руководство на местах осуществляли воеводские комитеты безопасности в составе местного армейского командующего, начальника соответствующего управления госбезопасности, коменданта милиции и командира Корпуса внутренней безопасности. В общей сложности в распоряжении Комиссии находились около 180 тысяч военнослужащих, милиционеров, бойцов Корпуса, оперативников госбезопасности, а также десятки тысяч членов партийного формирования ORMO.
Органы Комиссии руководили и координировали подавление партизанских движений АК, WiN, АКО, KWP, преследования оппозиционных организаций, прежде всего Крестьянской партии и социалистов, депортацию украинцев в ходе Операции «Висла».

## Судьбы членов
После учреждения ПОРП в 1948 году произошли определённые изменения в руководстве карательной политикой. Представители Войска Польского были от неё дистанцированы, контроль за репрессивным аппаратом полностью перешёл в руки партийных руководителей и высших чинов госбезопасности. Усилилось влияние таких функционеров, как Якуб Берман и Роман Ромковский. 24 февраля 1949 была учреждён новый орган — Комиссия по безопасности ЦК ПОРП, заменившая Госкомиссию.
Михал Роля-Жимерский в 1949 году был снят с поста министра обороны и в 1953 году репрессирован, поскольку его ориентация на национальные военные кадры вызывала недовольство в партийном руководстве и в СССР. Освобождён в 1955 году. Впоследствии занимал почётные, но малолозначимые государственные должности.

Станислав Радкевич оставался министром безопасности до 1954 года. Был отстранён в порядке десталинизации.

Францишек Юзвяк в 1948—1956 был членом политбюро ЦК ПОРП, в 1955—1956 — вице-премьером ПНР. Ушёл в отставку после начала десталинизации. Возглавлял в ПОРП сталинистскую группировку «натолинцы».

Болеслав Кеневич в 1948—1950 служил в Советской армии. В 1950 году вернулся в Польшу, до 1954 командовал Краковским военным округом. Затем снова служил в СССР до демобилизации и повторного возвращения в Польшу.

Юзеф Чаплицкий продолжал краьеру в госбезопасности до увольнения в 1957 году.

Остап Стеца занимал командные посты в Силезском военном округе, в 1956 перебрался в СССР.

Виктор Грош был послом ПНР в Чехословакии, участником дипломатической миссии в Камбодже, вёл программу на польском радио.
Из всех членов Государственной комиссии безопасности только Радкевич перешёл в Комиссию по безопасности ЦК ПОРП.